# Phasiocyptera punctata
Phasiocyptera punctata är en tvåvingeart som beskrevs av Townsend 1927. Phasiocyptera punctata ingår i släktet Phasiocyptera och familjen parasitflugor. Inga underarter finns listade i Catalogue of Life.